# Kejadian (Way Serdang)
Kejadian is een bestuurslaag in het regentschap Mesuji van de provincie Lampung, Indonesië. Kejadian telt 2984 inwoners (volkstelling 2010).